# Peter Tygesen
Peter Tygesen (født 26. november 1954 i Næstved) er en dansk forfatter og journalist. Han er søn af lærerne Ruth og Sven Tygesen. Tygesen blev student fra Grindsted Gymnasium i 1973. Herefter var han på studieophold i USA 1973-74, læste statskundskab på Århus Universitet fra 1975-1977 og lægevidenskab på Københavns Universitet fra 1980-83. Peter Tygesen er uddannet cand.mag i Afrikastudier fra Københavns Universitet i 2017.
Peter Tygesen startede sin karriere som journalist med at arbejde freelance fra 1984-86. Efter tre år som freelancejournalist startede Tygesen på Radioavisen på Danmarks Radio. Derefter fulgte stillinger som Afrika-korrespondent for Weekendavisen og Berlingske Tidende, udlandsredaktør på Dagbladet Information, skribent på Weekendavisen og efter år 2000 har han arbejdet som selvstændig, freelance journalist og forfatter.
Han har blandt andet beskæftiget sig med Afrika i sit forfatterskab med bøger som ” Afrika – fortid og fremtid.” (2016 – m. Finn Rasmussen), ”De gode menneskers land. Danmark i Mozambique” (2008), ”Congo, formoder jeg. Fortællinger fra Drømmeland” (2001). Sidstnævnte blev omtalt som: ” den bedste bog om Afrika i mange år.” i Weekendavisen.
Han står også bag flere film og museumsudstillinger omhandlende Afrika. Derudover har Tygesen også beskæftiget sig med sundhed bl.a ”Sygdom er ikke hver mands herre” (1984)
I 2022 udgav Peter Tygesen ”Amdi og Tvind” (2022) om Amdi og den forandringsbesatte tid, han var en del af.
Peter Tygesen modtog i 2017 Timbukturprisen, ”fordi han besidder den fortælleevne, indsigt, grundighed, indlevelse og respekt, der skal til for at formidle komplekse dilemmaer fra et kontinent som Afrika.”
Peter Tygesen er bosat på Frederiksberg med sin kone, Pia Fris Laneth.

## Udvalgt bibliografi
- Amdi og Tvind. Iværksætteren(2022)
- Afrika – fortid og fremtid.(m. Finn Rasmussen, 2016)
- De gode menneskers land. Danmark i Mozambique.(2008)
- Congo, formoder jeg. Fortællinger fra Drømmeland (2001)

Museumsudstilling
- Congospor. Norden i Congo - Congo i Norden